# Habiganj-2
 (janvier 2024).
L'Habiganj-2 est une circonscription parlementaire au Jatiya Sangsad (Parlement national) du Bangladesh depuis 2008 par Abdul Majid Khan de la Ligue Awami.

## Frontières
La circonscription comprend les régions d'Ajmiriganj et de Baniachong.  

## Histoire
La circonscription a été créée en 1984 à partir d'un ancien territoire lorsque l'ancien district de Sylhet a été divisé en quatre autres districts distincts : Sunamganj, Sylhet, Moulvibazar et Habiganj.

## Membres du Parlement
| Élection | Élection                   | Membre               | Parti        |
| -------- | -------------------------- | -------------------- | ------------ |
|          | 1986                       | Sirajul Hossain Khan | Parti Jatiya |
|          | 1988                       | Sirajul Hossain Khan | Parti Jatiya |
|          | 1991                       | Sharif Uddin Ahmed   | Ligue Awami  |
|          | Élection partielle de 1996 | Suranjit Sengupta    | Ligue Awami  |
|          | 2001                       | Nazmul Hasan Jahed   | Ligue Awami  |
|          | 2008                       | Abdul Majid Khan     | Ligue Awami  |